# St. Oliver (Altenau)

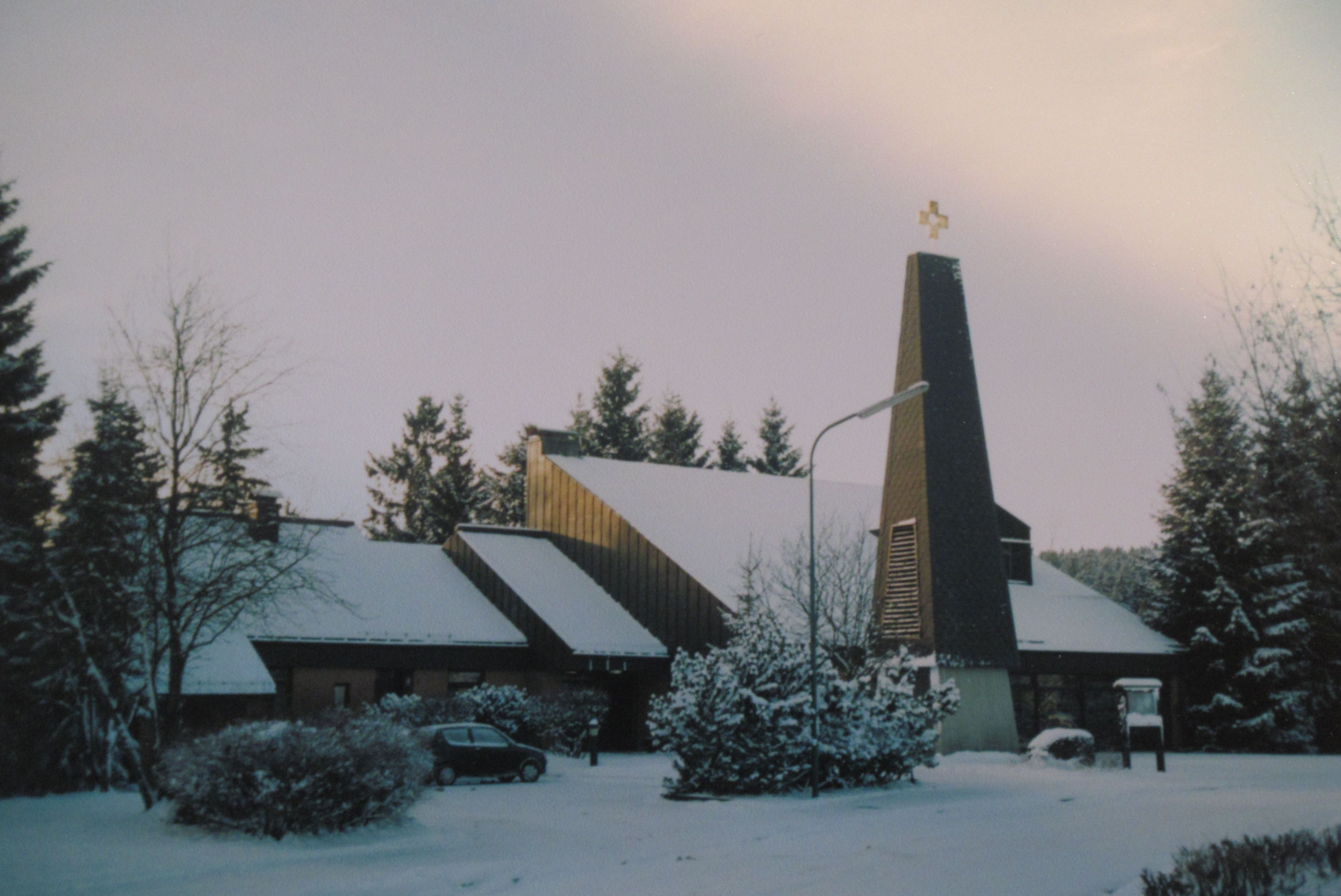
St.-Oliver-Kirche im Winter (2003)

Die Kirche Sankt Oliver war die katholische Kirche in Altenau, einem Ortsteil der Bergstadt Clausthal-Zellerfeld im Landkreis Goslar in Niedersachsen. Sie gehörte als Filialkirche zur Pfarrgemeinde „St. Nikolaus“ mit Sitz in Clausthal-Zellerfeld, im Dekanat Nörten-Osterode des Bistums Hildesheim. Die nach dem heiligen Oliver Plunkett benannte Kirche befand sich in der Stettiner Straße 5.

## Geschichte
Im 16. Jahrhundert wurde die Bevölkerung im Harz durch die Einführung der Reformation evangelisch-lutherisch.
In Folge des Zweiten Weltkriegs vergrößerte sich die Zahl der Katholiken im Harz durch den Zuzug von Flüchtlingen und Heimatvertriebenen aus den Ostgebieten des Deutschen Reiches. Zunächst gehörten die Katholiken in Altenau zur Kirchengemeinde in Clausthal-Zellerfeld. Im Sommer fanden katholische Gottesdienste in der alten Volksschule an der Marktstraße statt.
Von 1970 bis 1972 wurde auf dem Glockenberg, oberhalb des Stadtzentrums von Altenau, der „Ferienpark Glockenberg“ erbaut. Am 27. Mai 1978 erfolgte am Westrand des Ferienparks die Grundsteinlegung für den Kirchenbau durch Generalvikar Adalbert Sendker (1912–1993), und am 27. Oktober 1979 folgte die Benediktion durch Bischof Heinrich Maria Janssen. Die Kirche war nach St. Oliver (Laatzen) (1975–77) und St. Oliver (Rhüden) (1976) die dritte und letzte Kirche im Bistum Hildesheim, die nach dem 1975 heiliggesprochenen Oliver Plunkett benannt wurde.
Seit dem 1. März 2004 gehörte die Kirche zum damals neu gegründeten Dekanat Nörten-Osterode, zuvor gehörte sie zum Dekanat Osterode. Der Kirchenvorstand beschloss Anfang 2024, die Kirche aufzugeben, da es in Altenau kein aktives katholisches Leben mehr gab. Am 16. Juni 2025 nahm Weihbischof Heinz-Günter Bongartz nach einer letzten Heiligen Messe die Profanierung der St.-Oliver-Kirche vor.

## Architektur und Ausstattung
Die in etwa 506 Meter Höhe über dem Meeresspiegel gelegene Kirche mit ihrem freistehenden Glockenturm wurde nach Plänen des Braunschweiger Architekten Wolfgang Tschirschwitz erbaut. Die drei Glocken wurden 1978 von Petit & Gebr. Edelbrock gegossen und sind nach dem Heiligen Geist und den Heiligen Maria und Oliver bekannt.
Die Buntglasfenster wurden von Claus Kilian entworfen und von der Glasmalerei Wilhelm Derix IV. aus Taunusstein ausgeführt. Auch die Inneneinrichtung entwarf Kilian. Der Innenraum wird von einer Holzdecke abgeschlossen, der Tabernakel ist in eine Wandnische eingelassen. Über dem Altar, der Reliquien der heiligen Donatus, Faustinus, Oliver und Romanus enthält, ist ein Hängekreuz angebracht. An den Seitenwänden hängen 14 Kreuzwegstationen, von Walter Mellmann aus Bronze gegossen. Eine 15., größere Station stellt die Auferstehung Jesu Christi dar. Ein Gemälde, Kopie eines Werkes aus der National Portrait Gallery (London), zeigt den heiligen Oliver. Zur Innenausstattung der Kirche gehört auch eine zweimanualige Pfeifenorgel mit 10 Registern, die von Orgelbaumeister Blöß aus Oker erweitert wurde. Die Pietà wurde nach einem Original aus der Zeit um 1200 gefertigt, welches zu einer Kapelle in Salmdorf gehört. Vor einer weiteren Marienstatue, die einem niederrheinischen Original aus dem 17. Jahrhundert nachgebildet wurde, können Opferkerzen aufgestellt werden. Die Bänke bieten 84 Besuchern Sitzplätze, für weitere Besucher sind Stühle aufgestellt.